# Rožni Vrh, Celje
Rožni Vrh este o localitate din comuna Celje, Slovenia, cu o populație de 133 de locuitori.